# Kars

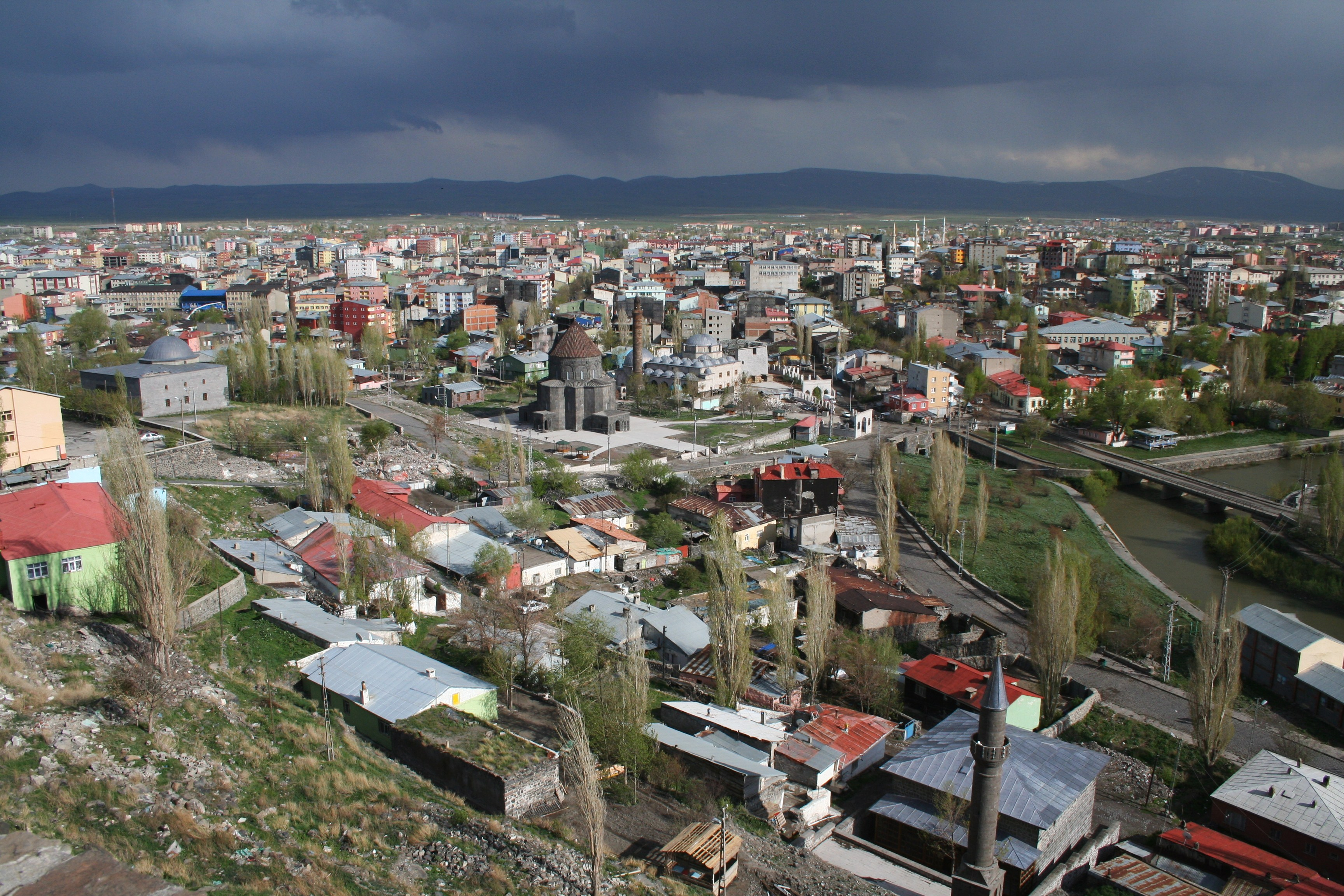
Blick über Kars

Kars (armenisch Ղարս = Ghars oder Կարս Gars, aserbaidschanisch Qars, kurdisch Qers) ist das Verwaltungszentrum der gleichnamigen Provinz Kars in der Türkei. Gleichzeitig ist die Stadt auch Zentrum des sie umgebenden zentralen Landkreises (Merkez). Die über 90.000 Einwohner zählende Garnisonsstadt liegt im Nordosten Anatoliens, etwa 45 km westlich der Grenze zu Armenien und 65 km südlich der türkisch-georgischen Grenze, auf einer Höhe von 1768 m. In historischer Hinsicht ist die Stadt nicht zu verwechseln mit dem ebenfalls kurz Kars genannten Kars-ı Zulkadriye oder Kars-ı Mar‘aş, dem heutigen Kadirli, das in osmanischer Zeit Zentrum eines gleichnamigen Sancaks war.

## Geographie

### Landkreis
Der zentrale Landkreis (Merkez) Kars grenzt im Norden an die Kreise Susuz und Arpaçay, im Nordosten an den Kreis Akyaka, im Südosten an den Kreis Digor, im Süden an den Kreis Kağızman sowie im Westen an den Kreis Selim.  Zudem besteht im Osten eine etwa 25 km lange Grenze zu Armenien. Die Entfernung zur armenischen Stadt Gjumri (bis 1991 Leninakan) beträgt ca. 65 km. Kars liegt zudem etwa 1200 Kilometer östlich von Istanbul und 870 Kilometer östlich von Ankara.
Der Kreis besteht neben der Kreisstadt aus 72 Dörfern (Köy) mit durchschnittlich 384 Bewohnern. Vier Dörfer haben mehr als 1000 Einwohner: Halefoğlu (2507), Ölçülü (1587), Kümbetli (1458) und Çerme (1045 Einw.), das erstgenannte ist zugleich das größte Dorf der Provinz Kars. Die Bevölkerungsdichte von 57,7 Einwohnern je Quadratkilometer ist höher als das Doppelte des Provinzwertes (von 28).

## Bevölkerung

### Bevölkerungsentwicklung
Nachfolgende Tabelle zeigt den vergleichenden Bevölkerungsstand am Jahresende für die Provinz, den zentralen Landkreis und die Stadt Kars sowie den jeweiligen Anteil an der übergeordneten Verwaltungsebene. Die Zahlen basieren auf dem 2007 eingeführten adressbasierten Einwohnerregister (ADNKS).

| Jahr | Provinz | Landkreis | Landkreis | Stadt | Stadt  |
| Jahr | abs.    | %         | abs.      | %     | abs.   |
| ---- | ------- | --------- | --------- | ----- | ------ |
| 2020 | 284.923 | 41,49     | 118.201   | 76,58 | 90.523 |
| 2019 | 285.410 | 40,89     | 116.712   | 75,56 | 88.183 |
| 2018 | 288.878 | 40,12     | 115.891   | 74,51 | 86.349 |
| 2017 | 287.654 | 39,87     | 114.694   | 74,31 | 85.225 |
| 2016 | 289.786 | 39,19     | 113.559   | 73,07 | 82.975 |
| 2015 | 292.660 | 38,36     | 112.260   | 72,81 | 81.742 |
| 2014 | 296.466 | 37,53     | 111.278   | 71,25 | 79.289 |
| 2013 | 300.874 | 36,80     | 110.736   | 70,14 | 77.674 |
| 2012 | 304.821 | 36,61     | 111.597   | 69,98 | 78.100 |
| 2011 | 305.755 | 36,31     | 111.008   | 69,30 | 76.928 |
| 2010 | 301.766 | 35,81     | 108.064   | 68,32 | 73.826 |
| 2009 | 306.536 | 36,38     | 111.511   | 68,81 | 76.729 |
| 2008 | 312.128 | 35,33     | 110.283   | 68,27 | 75.291 |
| 2007 | 312.205 | 35,38     | 110.443   | 69,71 | 76.992 |

### Volkszählungsergebnisse
Zu den Volkszählungen liegen folgende Bevölkerungsangaben über die Stadt, den Kreis, die Provinz und das Land vor: Ein Teil der Werte (1960 und davor sowie 1997) wurden PDF-Dokumenten entnommen, die über die Bibliothek des TÜIK abruf- und downloadbar sind.
| Region                     | 1945       | 1950       | 1955       | 1960       | 1965       | 1970       | 1975       | 1980       | 1985       | 1990       | 1997       | 2000       |
| -------------------------- | ---------- | ---------- | ---------- | ---------- | ---------- | ---------- | ---------- | ---------- | ---------- | ---------- | ---------- | ---------- |
| Stadt (Şehir)              | 22.360     | 21.130     | 31.143     | 32.141     | 41.376     | 53.338     | 54.892     | 58.799     | 69.293     | 78.455     | 93.038     | 78.473     |
| zentraler Kreis (Merkez)00 | 65.185     | 72.553     | 76.847     | 61.934     | 78.644     | 91.927     | 97.225     | 102.286    | 113.660    | 120.351    | 125.226    | 114.071    |
| Provinz (İl)               | 381.176    | 410.236    | 487.844    | 543.600    | 606.313    | 660.018    | 707.398    | 700.238    | 722.431    | 662.155    | 322.973    | 325.016    |
| Türkei                     | 18.790.174 | 20.947.188 | 24.064.763 | 27.754.820 | 31.391.421 | 35.605.176 | 40.347.719 | 44.736.957 | 50.664.458 | 56.473.035 | 62.865.574 | 67.803.927 |

## Geschichte
Vor Ani war Kars von 933 bis 957 die Hauptstadt eines von den Bagratiden regierten, armenischen Königreiches, von 963 bis 1065 bildete es den Herrschaftssitz des Königreiches Wanand. Im 11. Jahrhundert wurde Kars von Alp Arslan (König der seldschukischen Türken), im 13. Jahrhundert von Mongolen und 1387 von Timur erobert und zerstört.
Nachdem Kars und die umgebende Region 1514 Teil des Osmanischen Reiches geworden waren, war die 1152 erbaute Zitadelle von Kars in späteren Jahrhunderten jedoch stark genug, 1731 der Belagerung durch persische Truppen unter dem Turkmenen Nadir Schah und 1807 den russischen Truppen standzuhalten.

### Kars zwischen Russen und Osmanen

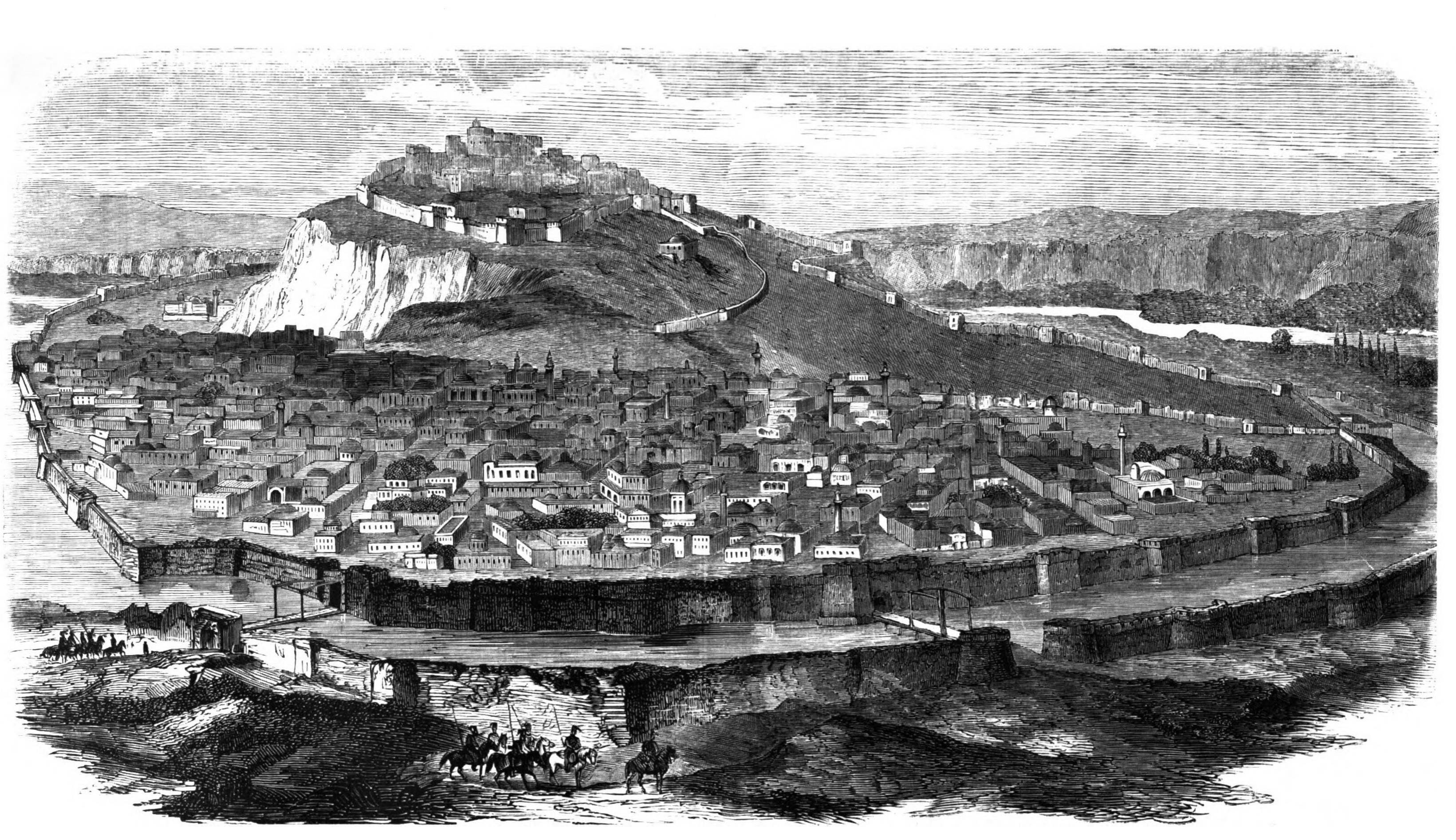
Ansicht von Kars (1856)

Im russisch-türkischen Krieg von 1828/1829 erlitten die osmanischen Truppen bei Kars eine schwere Niederlage. Am 23. Juni 1828 ergab sich die Stadt dem russischen Generalfeldmarschall Iwan Paskewitsch, 11.000 Mann gerieten in Kriegsgefangenschaft.
Während des Krimkrieges befehligte der britische Oberst William Fenwick Williams die türkischen Truppen in der Festung Kars. Mit 40.000 Mann erreichte 1855 der russische General Murawjow die Festung. Die 30.000 Verteidiger unter Williams konnten den Angriff der Russen abwehren. Deshalb führte Murawjow von Anfang Juni bis Ende November 1855 die Belagerung der Festung Kars durch. Nach einem vergeblichen Entsatzversuch durch Omar Pascha zwangen die Cholera und Engpässe in der Lebensmittelversorgung die Garnisonsstadt am 29. November 1855 zur Kapitulation. Dieser Erfolg gestattete Russland, trotz des Verlustes von Sewastopol moderate Friedensverhandlungen zu führen.
Im Russisch-Türkischen Krieg von 1877/78 wurde die Festung während der Schlacht von Kars abermals gestürmt und schließlich mit dem Frieden von San Stefano an Russland abgetreten. Zwischen 1878 und 1881 verließen daraufhin 82.000 Muslime die Stadt und emigrierten in das Osmanische Reich. Gleichzeitig wanderten viele Armenier, Griechen und Russen aus der Türkei und dem Kaukasus in die Region um Kars aus. Nach dem russischen Zensus von 1892 stellten die Russen 7 %, Griechen 13,5 %, Kurden 15 %, Armenier 21,5 %, Türken 24 %, Karapapaken 14 % und Turkmenen 5 % der Bevölkerung der Oblast Kars.

### Erster Weltkrieg und Republik Türkei
Russland wiederum verlor Kars (zusammen mit Ardahan und Batumi) durch den Frieden von Brest-Litowsk am 3. März 1918. Am 25. April 1918 wurde Kars wieder von Türken besetzt und in der Region wurde die „Südwest-Kaukasische Republik“ ausgerufen. Allerdings zog sich die osmanische Armee nach dem Waffenstillstand von Mudros bereits im Oktober 1918 wieder hinter die Grenzen von 1914 zurück. Britische Truppen besetzten Batumi, während die Osmanen sich weigerten, Kars aufzugeben. Eine provisorische Regierung unter der Führung von Fahrettin Pirioğlu wurde eingerichtet, welche die osmanische Herrschaft über Kars und die türkischsprachigen und islamischen Nachbarregionen Batumi und Alexandropol proklamierte. Das mehrheitlich von Armeniern bewohnte Gebiet wurde im Januar 1919 Teil der Demokratischen Republik Armenien und war somit nicht vom Völkermord an den Armeniern betroffen. Die pro-osmanische Regierung fand bis zur Ankunft britischer Truppen Unterstützung, die selbige am 19. April 1919 auflösten und ihre Führung nach Malta abschoben. Kars und seine Umgebung wurden im Mai 1919 offiziell an Armenien abgetreten, Ardahan, Çıldır und Posof an Georgien. Der Türkisch-Armenischen Krieg (September – Dezember 1920) brachte große Verluste unter der christlichen Zivilbevölkerung in und um Kars mit sich. Die Gebiete wurden dann von der Sowjetunion, die große Teile Armeniens besetzt hatte, (siehe Armenische Sozialistische Sowjetrepublik) mit dem Vertrag von Alexandropol am 2. Dezember 1920 an die Türkei abgetreten.
Infolge des Türkischen Befreiungskriegs gab das Osmanische Reich am 23. Oktober 1921 mit dem Vertrag von Kars alle Ansprüche auf Batumi auf und erhielt im Gegenzug Kars, Artvin und Ardahan.

## Sehenswürdigkeiten
Als Stadt im Schnittpunkt armenischer, georgischer, griechischer, russischer und türkischer Kultur vereint sie eine Vielzahl von Architekturstilen. Vor allem die russische Architektur vom Ende des 19. Jahrhunderts, als Kars eine bedeutende Garnisonsstadt war, prägt die Stadt.
Kars Kalesi, die erstmals 1152 durch die Saltukiden errichtete, 1386 von Timur zerstörte und 1579 unter Sultan Murad III. von Großwesir Lala Mustafa Pascha wiedererrichtete Zitadelle von Kars, erhebt sich auf einem Plateau oberhalb der Stadt. Die heutigen Strukturen stammen aus dem Jahr 1855.
Zu Füßen des Plateaus liegt die ehemalige armenische Kathedrale von Kars, die „Kirche der Apostel“, armenisch Surb Arak’eloc, erbaut zwischen 932 und 937 von Bagratidenkönig Abas I., heute eine Moschee.
In der Nähe des Baus befand sich das Denkmal der Menschlichkeit, ein 35 Meter hohes Monument, das an die Freundschaft zu Armenien erinnern soll. Es wurde vom türkischen Bildhauer Mehmet Aksoy entworfen. Weil der Standort des Monuments aus historischen Gründen umstritten ist, wurden die Bauarbeiten unterbrochen und im Jahr 2011 von Ministerpräsident Erdoğan der Abriss gefordert. Am 18. April 2011 wurde mit dem Abriss des Denkmals begonnen. Im Anschluss an eine Protestkundgebung gegen den Abriss wurden der Maler Bedri Baykam sowie seine Assistentin Tuğba Kurtulmuş niedergestochen und schwer verletzt.
Etwa 40 Kilometer östlich von Kars liegt in der gleichnamigen Provinz Ani, eine heute unbewohnte, ehemalige Hauptstadt der Armenier, seit 2016 UNESCO-Welterbe. In Ani steht die Kathedrale von Ani.

## Bildung
In Kars ist die Kafkas Üniversitesi (deutsch: Kaukasus-Universität) angesiedelt. Sie wurde am 11. Juli 1992 gegründet und verfügt über sechs Fakultäten, drei Institute, vier Fachhochschulen und mehrere Forschungs- und Anwendungszentren. Der Universitätscampus liegt 3,5 km südwestlich von Kars.

## Verkehr

### Eisenbahn
Kars liegt an der Bahnstrecke Ankara–Achurian (Armenien). 1990 wurde Kars jedoch östliche Endstation, da der Streckenabschnitt nach Gjumri als Folge der Grenzschließung zwischen der Türkei und Armenien im Kontext des Bergkarabachkonflikts nicht mehr befahren wird. Kars ist zugleich Ausgangspunkt für die Neubaustrecke nach Tiflis, mit der Armenien umfahren wird. Sie wurde 2017 eröffnet.
Täglich verkehrt je ein Zug zwischen Kars und Ankara, sowie Kars und Istanbul (über Ankara).

### Straße
Kars ist mit Erzurum durch eine Autobahn verbunden (D 965, das ist die Europastraße 691).

### Flugverkehr
Kars verfügt über einen Flughafen mit täglichen Verbindungen nach Ankara und Istanbul.

## Klima
Das Klima in Kars ist kontinental geprägt mit von Juni bis September warmen, niederschlagsreichen Sommern und kalten, langen, trockenen Wintern, in denen die Temperatur unter minus 30 °C und gelegentlich unter minus 40 °C fallen kann. Für die Normalperiode 1991–2020 beträgt die Jahresmitteltemperatur 5,1 °C, wobei im Januar mit −9,9 °C die kältesten und im August mit 17,8 °C die wärmsten Monatsmitteltemperaturen gemessen werden.
|                        | Jan   | Feb   | Mär  | Apr  | Mai  | Jun  | Jul  | Aug  | Sep  | Okt  | Nov  | Dez   |   |       |
| Mittl. Temperatur (°C) | −9,9  | −8,1  | −2,0 | 5,5  | 10,1 | 14,2 | 17,7 | 17,8 | 13,6 | 7,6  | 0,2  | −6,3  | ⌀ | 5,1   |
| Mittl. Tagesmax. (°C)  | −4,0  | −2,1  | 3,6  | 11,7 | 16,6 | 21,5 | 25,8 | 26,5 | 22,5 | 15,3 | 6,7  | −0,6  | ⌀ | 12    |
| Mittl. Tagesmin. (°C)  | −15,3 | −13,9 | −7,3 | −0,2 | 3,8  | 7,0  | 10,2 | 10,1 | 5,6  | 1,0  | −4,9 | −11,2 | ⌀ | −1,2  |
|                        |       |       |      |      |      |      |      |      |      |      |      |       |   |       |
| Niederschlag (mm)      | 20,3  | 22,4  | 31,2 | 54,2 | 76,6 | 72,4 | 60,7 | 44,7 | 27,4 | 45,1 | 28,9 | 22,6  | Σ | 506,5 |
|                        |       |       |      |      |      |      |      |      |      |      |      |       |   |       |
| Sonnenstunden (h/d)    | 3,2   | 4,0   | 5,0  | 5,9  | 7,3  | 9,1  | 10,3 | 10,1 | 8,3  | 6,2  | 4,4  | 3,1   | ⌀ | 6,4   |
|                        |       |       |      |      |      |      |      |      |      |      |      |       |   |       |
| Regentage (d)          | 9,5   | 10,0  | 11,7 | 14,0 | 18,4 | 14,6 | 11,1 | 9,4  | 6,6  | 10,2 | 9,0  | 10,2  | Σ | 134,7 |

| −15,3 |

| −13,9 |

| −7,3 |

| −0,2 |

| 3,8 |

| 7,0 |

| 10,2 |

| 10,1 |

| 5,6 |

| 1,0 |

| −4,9 |

| −11,2 |

| −15,3 |

| −13,9 |

| −7,3 |

| −0,2 |

| 3,8 |

| 7,0 |

| 10,2 |

| 10,1 |

| 5,6 |

| 1,0 |

| −4,9 |

| −11,2 |

## Fotos

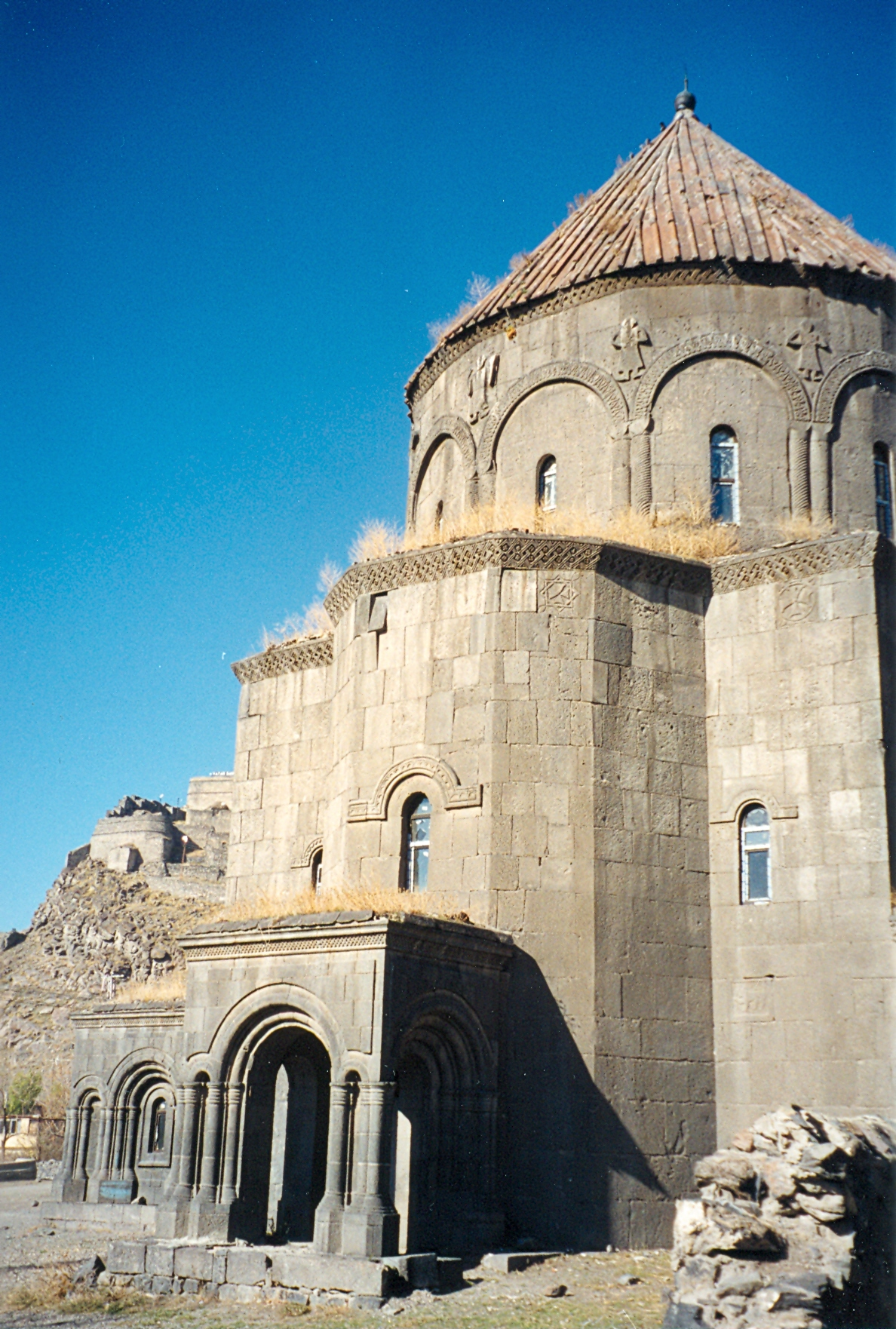
Ehemalige armenische Kathedrale von Kars
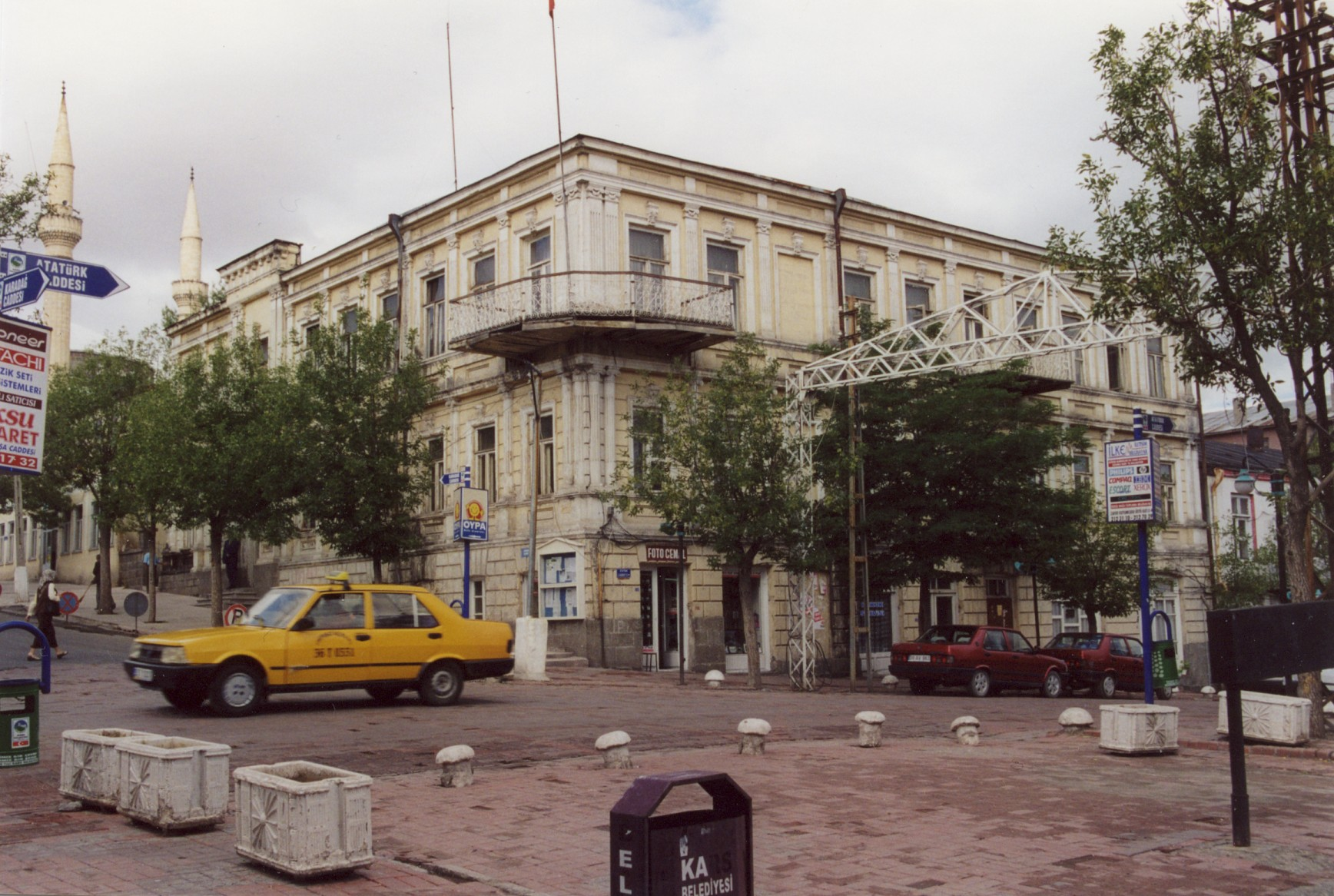
Russische Architektur

## Städtepartnerschaften
- Bursa, Türkei
- Edirne, Türkei
- Gəncə, Aserbaidschan
- Kirkenes, Norwegen
- Kutaissi, Georgien
- Stawropol, Russland
- Wesel, Deutschland[15]

## Persönlichkeiten
- Konstantin Grigorjewitsch Kromiadi (1893–1990), pontosgriechischer antikommunistischer Offizier
- Alex-Ceslas Rzewuski (1893–1983), polnisch-französischer Aristokrat, Dominikaner und Künstler
- Arab Shamilov (1897–1978), kurdischer Schriftsteller
- Jeghische Tscharenz (1897–1937), armenischer Dichter
- Hripsime Simonjan (1916–1998), armenische Bildhauerin und Professorin
- Şenkal Atasagun (* 1942), Agent, Direktor des Inlandsnachrichtendiensts (1998–2005)
- Nihat Behram (* 1946), Journalist, Filmproduzent, Lyriker und Romanautor
- Öner Kılıç (* 1954), Fußballspieler und -trainer
- Ahmet Lokurlu (* 1962), Forscher und Wirtschaftsingenieur
- Peker Açıkalın (* 1963), Schauspieler
- Sonja Fatma Bläser (* 1964), deutsch-kurdische Schriftstellerin
- Telat Yurtsever (1964–2021),  deutsch-türkischer Theaterregisseur, -gründer und Autor
- İlhan Cihaner (* 1968), Parlamentsmitglied und ehemaliger Oberstaatsanwalt
- Tuncay Gary (* 1971), Schauspieler und Dichter
- Mirze Edis (* 1972), Betriebsrat der Hüttenwerke Krupp Mannesmann in Duisburg und Politiker
- Kubilay Toptaş (* 1972), Fußballspieler
- Alpaslan Agüzüm (* 1977), deutscher Boxer
- Tuğba Ekinci (* 1977), Popmusikerin
- Göktürk Taşdemir (* 1980), Eishockeyspieler
- Gülsüm Tatar (* 1985), Weltmeisterin im Boxen
- Tuğrulhan Erdemir (* 1999), Boxer
- Tuğba Toptaş (* 2000), Mittelstreckenläuferin

## Sonstiges
- Bekanntheit erlangte die Stadt Kars als Schauplatz des Romans „Schnee“ des türkischen Schriftstellers Orhan Pamuk, der 2006 den Literaturnobelpreis erhielt.
- Modest Mussorgski komponierte 1880 einen Triumphmarsch Einnahme von Kars, der zum 25-jährigen Thronjubiläum von Alexander II. aufgeführt werden sollte. Er verwendete dafür weitgehend Teile seiner unvollendeten Oper Mlada, lediglich ein Alla-Turca-Trio sollte dem Werk Lokalkolorit verleihen.[16]
- Der Baubeginn der Transanatolischen Pipeline (TANAP) erfolgte am 17. März 2015 bei Kars.